# Pałac Biskupi w Krakowie
Pałac Biskupi – zabytkowy pałac znajdujący się w Krakowie, w dzielnicy I przy ul. Franciszkańskiej 3, na Starym Mieście. Jest siedzibą kurii metropolitarnej, od końca XIV w. siedziba biskupów krakowskich. Pomimo burzliwych dziejów pałac swoją pierwotną funkcję spełnia do dziś. Przykład sztuki XIX wieku, z zachowanymi fragmentami z czasów renesansu i baroku. Jedno z miejsc związanych z biskupem, kardynałem i papieżem – Janem Pawłem II. Jest największym po Wawelu pałacem krakowskim.

## Historia

### Od średniowiecza do XIX w.
Od założenia biskupstwa krakowskiego przez niemal całe średniowieczne dzieje rezydencja biskupów znajdowała się na Wawelu. Pierwsze wzmianki o nowej rezydencji w obecnym miejscu pochodzą ze schyłku XIV wieku. W rejonie tym, niegdyś „bagnistym i przepadzistym” istniał już w XIII w. jakiś budynek, mniejszy i o innej formie architektonicznej. Ta pierwotna budowla uległa zniszczeniu podczas pożaru w 1462 roku. Za panowania kardynała Zbigniewa Oleśnickiego (1423–1455) pałac rozbudowano i otoczono murem. W XVI stuleciu pałac dwukrotnie przebudowywano: po raz pierwszy w okresie panowania Piotra Tomickiego, drugi raz u schyłku wieku za rządów Piotra Myszkowskiego. Z tych czasów zachowała się kolumnowa loggia na parterze, oraz jeden z portali w krużgankach wiodący do apartamentów biskupich. Odbudowy i przebudowy rezydencji dokonali Giovanni Maria Padovano i Gabriel Słoński. Z polecenia biskupa Tomickiego dobudowano tylne skrzydło pałacu.
W 2 ćwierci XVII stulecia miała miejsce gruntowna rozbudowa siedziby. Wiąże się ją z biskupem Piotrem Gembickim (lata rządów 1642–1657). Powstał wówczas wczesnobarokowy budynek na planie nieregularnego czworokąta skupiony wokół dziedzińca. Zachowano jednak większość dawniejszych elementów architektonicznych. W wyniku tego powstał monumentalny budynek z szeroką fasadą południową flankowaną w narożach belwederami. Z tego okresu pochodzi m.in. obecny portal wejścia od ul. Franciszkańskiej. Podobny znajdował się od strony zachodniej, przy ul. Wiślnej, pełniący funkcję wejścia głównego. U schyłku XVII w. za czasów biskupa Jana Małachowskiego przebudowano skrzydło zachodnie; pamiątką po nim są płaskorzeźbione w stiuku. herby biskupa umieszczone w sieni, na sklepieniu. W takim stanie pałac zachował się do XIX wieku.

### Czasy Jana Pawła Woronicza
Pałac otrzymał nowy kształt za czasów biskupa Jana Pawła Woronicza (był biskupem krakowskim w latach 1815–1829) który pełnił także funkcję prymasa Królestwa Polskiego, arcybiskupa metropolity warszawskiego oraz radcy stanu Księstwa Warszawskiego. Był również poetą i romantykiem silnie związanym z Czartoryskimi, krzewicielami romantycznej idei narodowo-wyzwoleńczej. Jan Paweł Woronicz napisał m.in. poemat Świątynia Sybilli z dedykacją dla wówczas księżnej Izabeli Czartoryskiej. Na wzór założonych przez nią w Puławach zbiorów pamiątek związanych z historią Polski oraz dzieł sztuki polskiej i powszechnej biskup urządził w pałacu romantyczne muzeum poświęcone dziejom ojczyzny. Najważniejszym miejscem był tzw. Gabinet Historyczny, kryjący m.in. część szczątków Bolesława Chrobrego. Ściany zdobiły cykle obrazów o tematyce historycznej pędzla Michała Stachowicza i Franciszka Smuglewicza. Ponadto pałac został rozbudowany przez Szczepana Humberta. W takim stanie pałac dotrwał do drugiej połowy lipca 1850 roku, kiedy to w wyniku wielkiego pożaru Krakowa pałac uległ znacznym zniszczeniom. Udało się uratować z pożogi m.in. relikwie pierwszego polskiego monarchy i obrazy Stachowicza.

### Dalsze dzieje
Zniszczony pałac został odbudowany dopiero w latach 1865–1868 przez architekta Pawła Barańskiego. Urządzono w nim szkołę miejską, zaś sale na piętrze wynajęło Towarzystwo Przyjaciół Sztuk Pięknych. Kolejna restauracja pałacu miała czas za rządów kardynała Albina Dunajewskiego (lata rządów 1879–1894). W latach 1881–1884 architekt Tomasz Pryliński odnowił pałac w duchu renesansowym, wzniósł on m.in. arkadową loggię w północno-wschodnim narożniku dziedzińca; kaplica otrzymała fasadę, jej wnętrze nakrył stropem; zaprojektował również stolarkę drzwi i okien. Panujący w latach 1895–1911 biskup i kardynał Jan Duklan Puzyna urządził wnętrza ozdabiając je stylowymi meblami, zaś ściany przyozdobił obrazami mistrzów holenderskich, flamandzkich i włoskich, kopiami portretów biskupich itp. 11 listopada 2024 r. pewien 47-latek napisał na ścianie tego budynku napis „Św. Piotr 2009-2024”, a zaraz po tym się podpalił i następnego dnia zmarł w szpitalu.

## Wizyty papieży
W pałacu przez pewien czas mieszkał Karol Wojtyła. Zamieszkał tutaj w roku 1964, rok po wyborze na biskupa, a wyprowadził się wówczas, gdy został wybrany na papieża (1978). Odwiedzając Kraków podczas wszystkich pielgrzymek do Polski wybierał pałac jako miejsce odpoczynku. Zasłynął spontanicznymi, nieoficjalnymi wystąpieniami do tłumów wiernych, zgromadzonych przy ul. Franciszkańskiej, na placu przed kościołem Franciszkanów i okolicach. Za każdym razem zwracał się do wiernych z umieszczonego tuż ponad barokową bramą wjazdową okna. U schyłku życia tłumy wiernych modliły się za papieża przed pałacem. Tuż po momencie śmierci 2 kwietnia 2005 miała miejsce uroczysta msza dedykowana Janowi Pawłowi II, celebrowana w kościele Franciszkanów przez kardynała Franciszka Macharskiego. Przez kolejne dni przed pałacem składano kwiaty, różnego rodzaju pamiątki i zapalano znicze. Na parapecie przy "oknie papieskim" postawiono symboliczny krzyż.
Podczas swojej pielgrzymki do Polski, Benedykt XVI w dniach 26–28 maja 2006 odwiedził Kraków i rezydował wówczas w pałacu. Kilkakrotnie przemawiał do wiernych, nawiązując tym do tradycji swojego poprzednika.
Przed pałacem często organizowane są czuwania, koncerty, natomiast „okno papieskie” przyozdobione jest wizerunkiem Jana Pawła II.
Na dziedzińcu pałacu znajduje się pomnik Jana Pawła II ufundowany i wykonany przez Jole Sensi Croci. Z inicjatywy papieża został przeniesiony do Krakowa podczas pierwszej jego pielgrzymki do Polski w 1979 roku. Odsłonięto go 18 maja 1980 na pamiątkę jubileuszu 60. urodzin papieża.

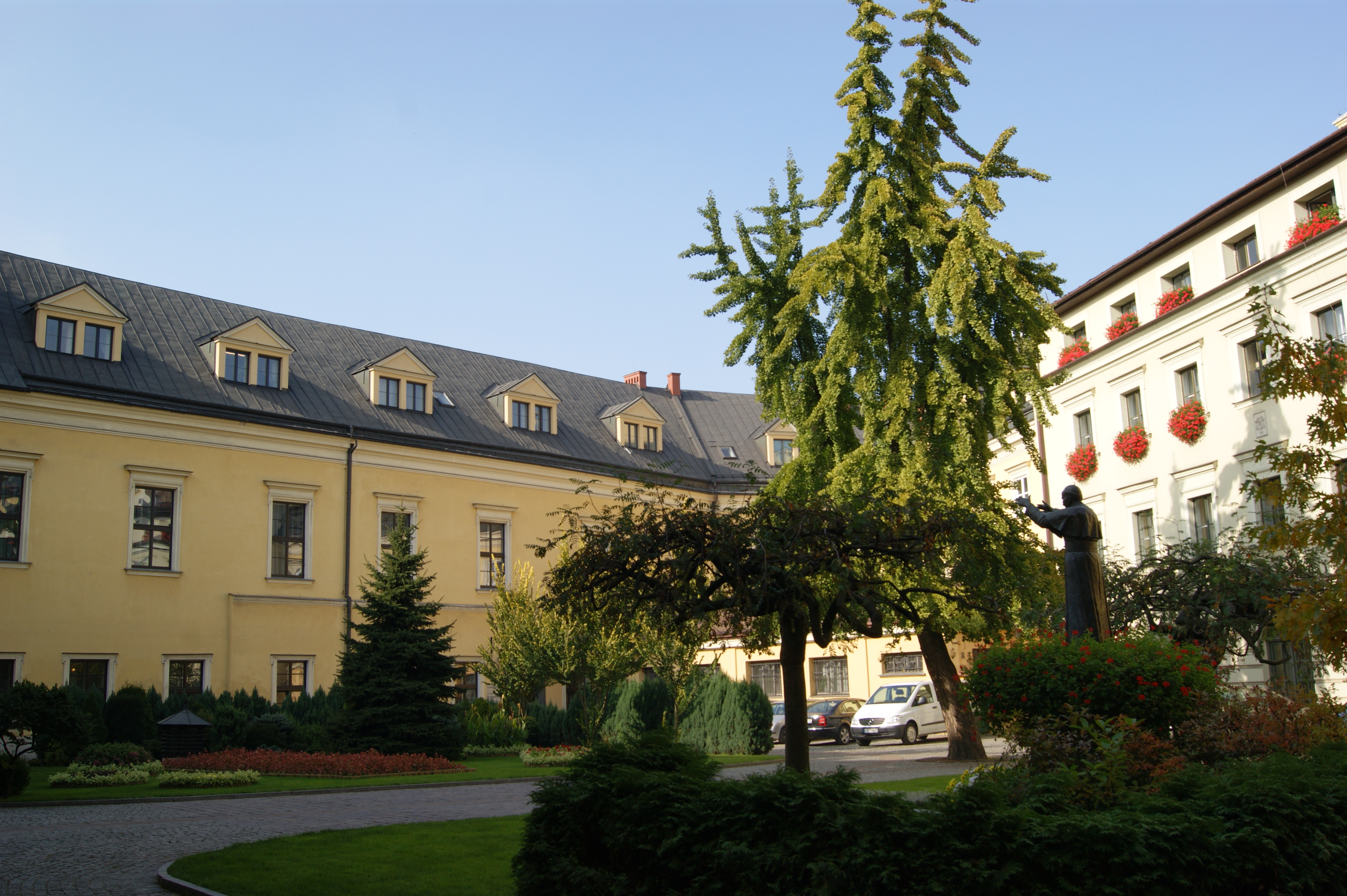
Dziedziniec Pałacu i pomnik Jana Pawła II
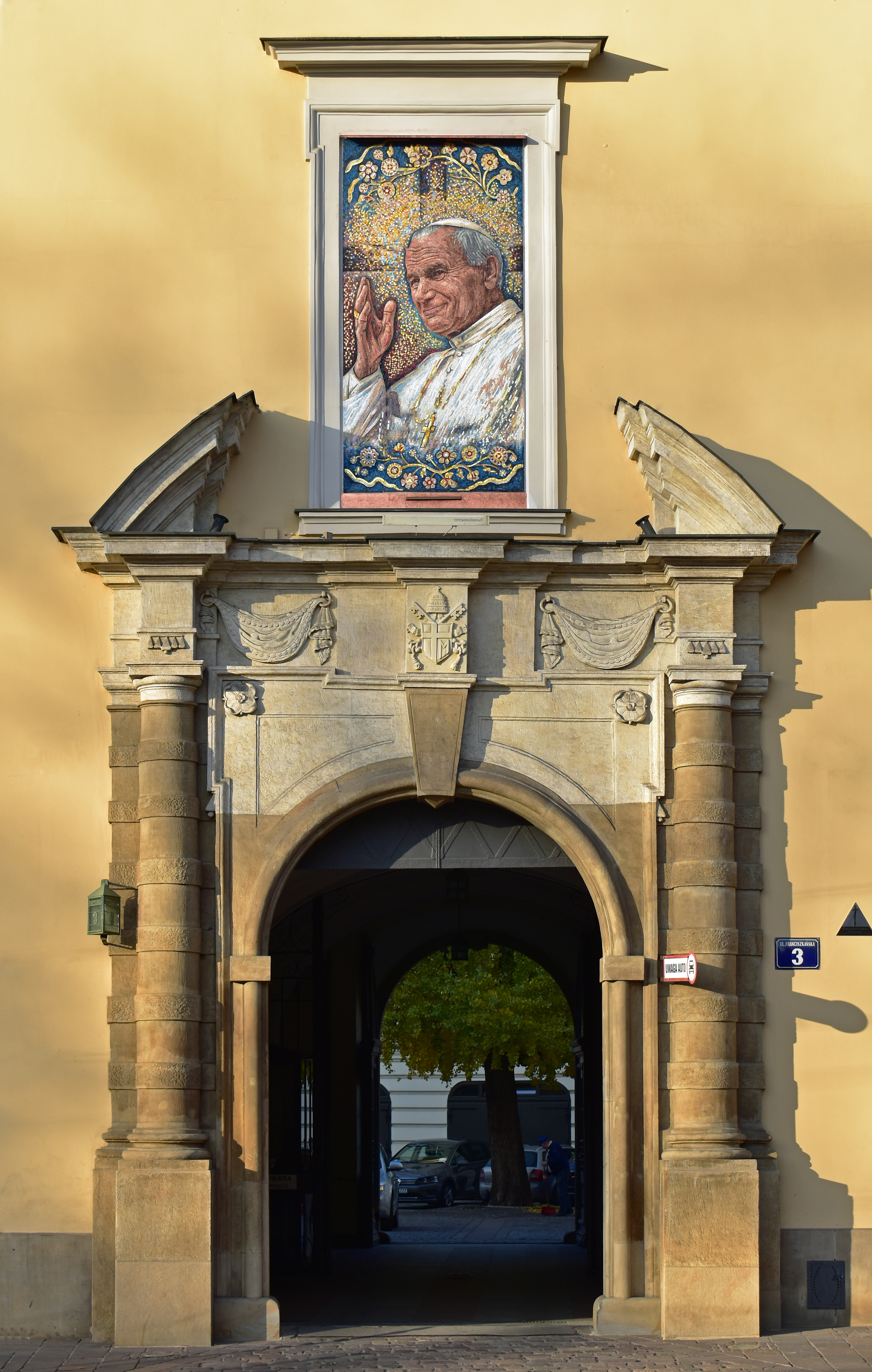
Widok na tzw. „okno papieskie” – miejsce przemówień trzech papieży: Jana Pawła II, Benedykta XVI i Franciszka. Mozaika projektu Magdaleny Czeskiej, odsłonięta 16 października 2018.
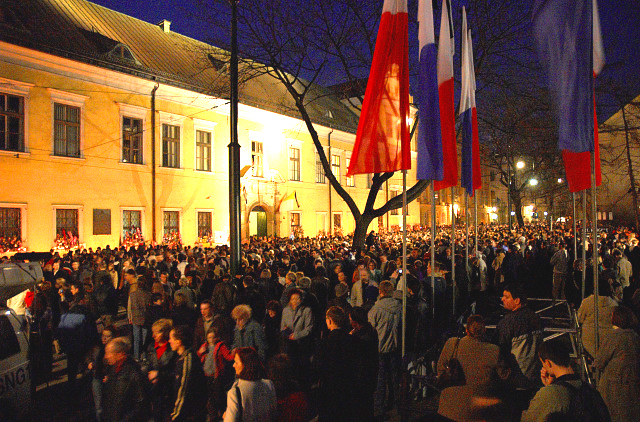
Tłum wiernych przed Pałacem Biskupim 3 kwietnia 2005, zgromadzony w celu złożenia hołdu zmarłemu papieżowi Janowi Pawłowi II
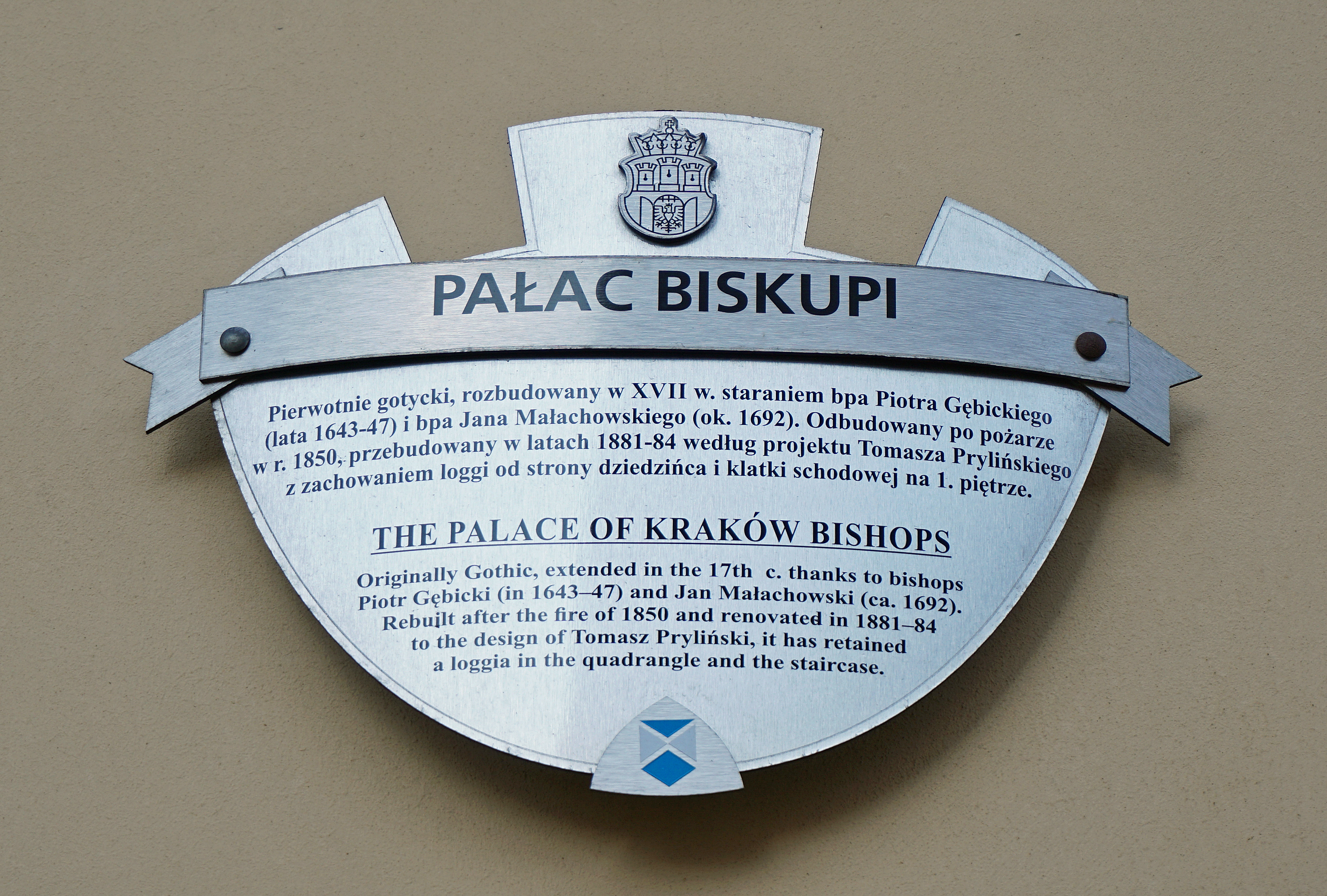
Tablica informacyjna